# Spittelauer Brücke
Die Spittelauer Brücke überquert den Donaukanal in Wien und verbindet die Bezirke Döbling und Brigittenau.

## Lage

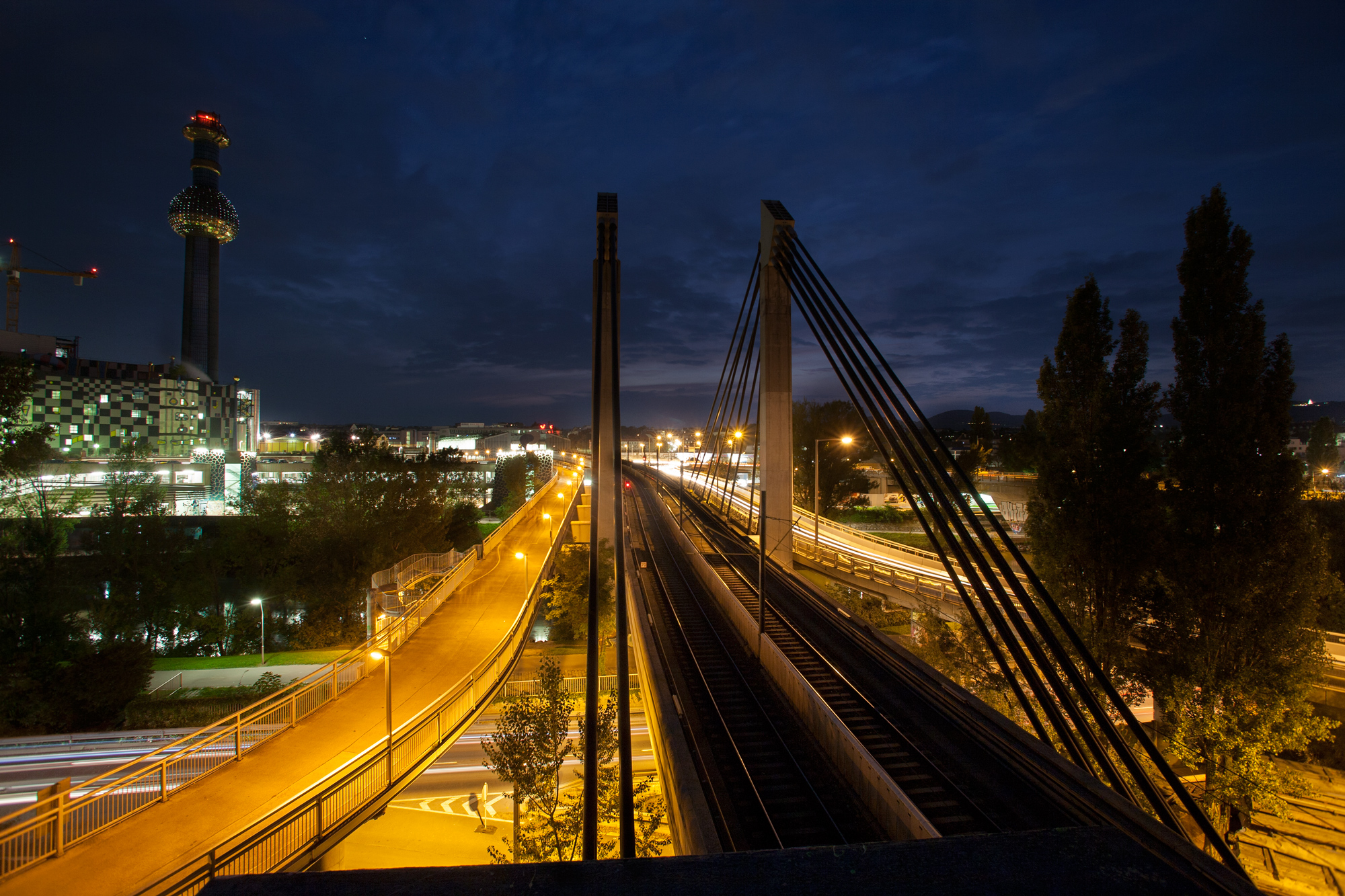
Spittelauer Brücke mit Blick auf die Müllverbrennungsanlage

In der Nähe der Brücke befinden sich die Müllverbrennungsanlage Spittelau, das Universitätszentrum Althanstraße, das Bundesamtsgebäude Josef-Holaubek-Platz, das Technologische Gewerbemuseum und das Brigittenauer Bad.

## Geschichte

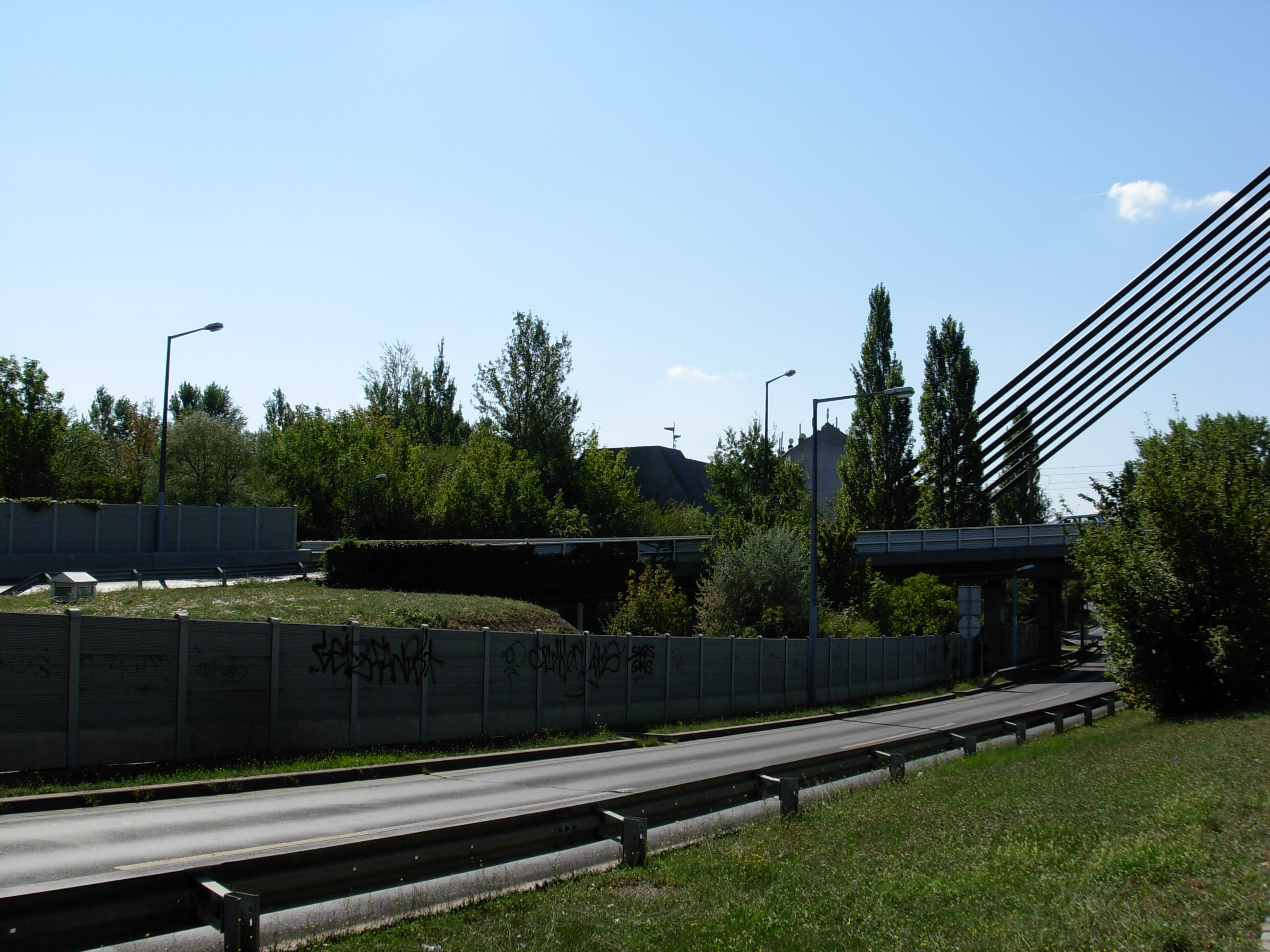
Abfahrt Spittelauer Brücke zur B227

Die Spittelauer Brücke Geh- und Radweg (Objektnummer 0905 3), die U6-Donaukanalbrücke und die Spittelauer Brücke B 227 (Objektnummer 0905 1) benutzen weitgehend das gleiche Tragwerk, trotzdem werden sie von der MA 29 als drei unterschiedliche Brücken genannt. Im Zuge der Errichtung der U6-Brücke zwischen 1992 und 1995 musste die Abfahrtsrampe, die die Gürtelbrücke an die Brigittenauer Lände (B 227) auf dem Weg zur Nordbrücke anschloss, abgetragen werden, da in diesem Bereich das massive Tunnelportal für die ab hier wieder unterirdisch geführte U-Bahn-Linie errichtet wurde. Als neues Anschlussstück wurde 1992 die Spittelauer Brücke B 227 errichtet. Nach der Unterquerung des Verbindungsbogens zweigt jetzt die neue Abfahrt von der Gürtelbrücke ab und überquert als eigenständige Brücke zwischen der Gürtelbrücke und U6-Donaukanalbrücke den Donaukanal.
Die Pläne für dieses Bauwerk stammen vom Ingenieurbüro Alfred Pauser. Die Bauarbeiten wurden von der Arbeitsgemeinschaft Negrelli/Hofmann & Maculan/Strabag/Ilbau/Philipp Holzmann/Beton- und Monierbau durchgeführt.